# Episodi di The New Normal

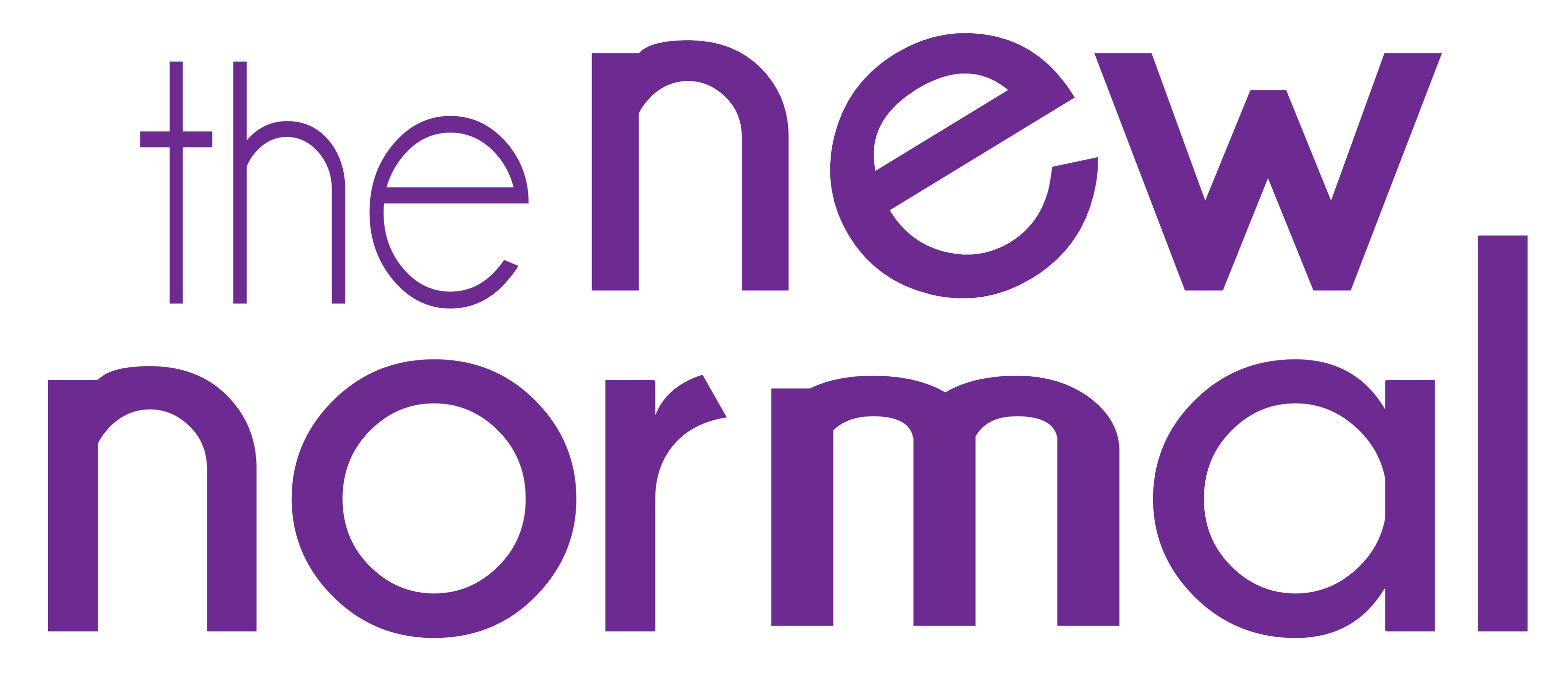
Logo della serie The New Normal

La prima e unica stagione della serie televisiva The New Normal viene trasmessa dal 10 settembre 2012 sul canale statunitense NBC. Il finale di stagione è stato trasmesso il 2 aprile 2013 con un doppio episodio.
In Italia la serie va in onda a partire dal 5 marzo 2013 su Fox.
| nº | Titolo originale         | Titolo italiano            | Prima TV USA      | Prima TV Italia |
| -- | ------------------------ | -------------------------- | ----------------- | --------------- |
| 1  | Pilot                    | La nostra normalità        | 10 settembre 2012 | 5 marzo 2013    |
| 2  | Sofa's Choice            | I bei vecchi tempi         | 11 settembre 2012 | 12 marzo 2013   |
| 3  | Baby Clothes             | Vestitini                  | 18 settembre 2012 | 19 marzo 2013   |
| 4  | Obama Mama               | Io voto Obama!             | 25 settembre 2012 | 26 marzo 2013   |
| 5  | Nanagasm                 | La nuova nonna             | 2 ottobre 2012    | 2 aprile 2013   |
| 6  | Bryanzilla               | Il matrimonio di Shania    | 9 ottobre 2012    | 9 aprile 2013   |
| 7  | The Godparent Trap       | Madrine                    | 23 ottobre 2012   | 16 aprile 2013  |
| 8  | Unplugged                | Divieto di Tweet           | 13 novembre 2012  | 23 aprile 2013  |
| 9  | Pardon Me                | La cena del Ringraziamento | 20 novembre 2012  | 30 aprile 2013  |
| 10 | The XY Factor            | Fuga di notizie            | 27 novembre 2012  | 7 maggio 2013   |
| 11 | Baby Proofing            | A prova di bebè            | 4 dicembre 2012   | 14 maggio 2013  |
| 12 | The Goldie Rush          | Progetti di famiglia       | 8 gennaio 2013    | 21 maggio 2013  |
| 13 | Stay-at-Home Dad         | Papà a tempo pieno         | 15 gennaio 2013   | 28 maggio 2013  |
| 14 | Gaydar                   | Gay-radar                  | 22 gennaio 2013   | 4 giugno 2013   |
| 15 | Dairy Queen              | Latte materno              | 29 gennaio 2013   | 11 giugno 2013  |
| 16 | Dog Children             | Il nostro cucciolo         | 19 febbraio 2013  | 18 giugno 2013  |
| 17 | Rocky Bye Baby           | La festa                   | 26 febbraio 2013  | 25 giugno 2013  |
| 18 | Para-New Normal Activity | Attività paranormali       | 5 marzo 2013      | 2 luglio 2013   |
| 19 | Blood, Sweat and Fears   | Parto naturale             | 19 marzo 2013     | 9 luglio 2013   |
| 20 | About a Boy Scout        | Storie di Boy Scout        | 26 marzo 2013     | 16 luglio 2013  |
| 21 | Finding Name-O           | Alla ricerca di nomi       | 2 aprile 2013     | 23 luglio 2013  |
| 22 | The Big Day              | Il grande giorno           | 2 aprile 2013     | 30 luglio 2013  |

## La nostra normalità
- Titolo originale: Pilot
- Diretto da: Ryan Murphy
- Scritto da: Ryan Murphy, Ali Adler

### Trama
Goldie è una madre di periferia, più precisamente abita in Ohio. Un giorno, mentre si reca al lavoro, scorda il pass per entrare negli studi dove è impiegata e torna a casa per prenderlo. Purtroppo, arrivata, trova suo marito a letto con un'asiatica.
Mentre sua nonna, Jane, anche detta Nana, va dal marito di Goldie furibonda, quest'ultima decide di partire insieme alla figlia Shania per Los Angeles. Lì decide di diventare una madre surrogata per una coppia gay, David, medico, più precisamente ginecologo e Bryan, produttore televisivo. L'episodio finisce con Goldie che accetta l'incarico di madre surrogata.

## I bei vecchi tempi
- Titolo originale: Sofa's Choice
- Diretto da: Ryan Murphy
- Scritto da: Ryan Murphy, Ali Adler

## Vestitini
- Titolo originale: Baby Clothes
- Diretto da: Ryan Murphy
- Scritto da: Ryan Murphy

## Io voto Obama!
- Titolo originale: Obama Mama
- Diretto da: Scott Ellis
- Scritto da: Ali Adler

## La nuova nonna
- Titolo originale: Nanagasm
- Diretto da: Miguel Arteta
- Scritto da: Adam Barr

## Il matrimonio di Shania
- Titolo originale: Bryanzilla
- Diretto da: Ryan Murphy
- Scritto da: Mark Kunerth

## Madrine
- Titolo originale: The Godparent Trap
- Diretto da: Miguel Arteta
- Scritto da: Mike Scully

## Divieto di Tweet
- Titolo originale: Unplugged
- Diretto da: Max Winkler
- Scritto da: Aaron Lee

## La cena del Ringraziamento
- Titolo originale: Pardon Me
- Diretto da: Max Winkler
- Scritto da: Moshe Kasher

## Fuga di notizie
- Titolo originale: The XY Factor
- Diretto da: Elodie Keene
- Scritto da: Erin Foster

## A prova di bebè
- Titolo originale: Baby Proofing
- Diretto da: Max Winkler
- Scritto da: Robert Sudduth

## Progetti di famiglia
- Titolo originale: The Goldie Rush
- Diretto da: Elodie Keene
- Scritto da: Ryan Murphy

## Papà a tempo pieno
- Titolo originale: Stay-at-Home Dad
- Diretto da: Bradley Buecker
- Scritto da: Ali Adler

## Gay-radar
- Titolo originale: Gaydar
- Diretto da: Elodie Keene
- Scritto da: Adam Barr

## Latte materno
- Titolo originale: Dairy Queen
- Diretto da: Bradley Buecker
- Scritto da: Mark Kunerth

## Il nostro cucciolo
- Titolo originale: Dog Children
- Diretto da: Wendey Stanzler
- Scritto da: Mike Scully

## La festa
- Titolo originale: Rocky Bye Baby
- Diretto da: Paris Barclay
- Scritto da: Karey Dornetto

## Attività paranormali
- Titolo originale: Para-New Normal Activity
- Diretto da: Burr Steers
- Scritto da: Karey Dornetto

## Parto naturale
- Titolo originale: Blood, Sweat and Fears
- Diretto da: Elodie Keene
- Scritto da: Aaron Lee

## Storie di Boy Scout
- Titolo originale: About a Boy Scout
- Diretto da: Scott Ellis
- Scritto da: Mark Kunerth e Karey Dornetto

## Alla ricerca di nomi
- Titolo originale: Finding Name-O
- Diretto da: Elodie Keene
- Scritto da: Aaron Lee e Adam Barr

## Il grande giorno
- Titolo originale: The Big Day
- Diretto da: Max Winkler
- Scritto da: Ali Adler e Ryan Murphy